# CHEMICAL REACTION
『CHEMICAL REACTION』（ケミカル・リアクション）は、RXの1枚目のオリジナル・アルバム。

## 概要
聖飢魔IIのリズム隊であるライデン湯沢殿下とゼノン石川和尚のプロジェクト。
アレンジャーには、聖飢魔IIの準構成員である松崎雄一を起用し、渡辺香津美、中西俊博、斉藤ネコ、本多俊之、和田アキラなど多数のゲスト・ミュージシャンが参加している。
2003年3月5日には、1994年のライブ・アルバム『Rare 'Xtra』とセットにした『CHEMICAL REACTION-special edition-』として再発売したまた、2016年2月17日には、『CHEMICAL REACTION-special edition-』をBlu-spec CD仕様で再発売した。

## 収録曲
1. S.T.F.
作曲：ゼノン石川
2. FUNKAHOLIC BROTHERS
作曲：ゼノン石川
3. CHEMICAL REACTION
作曲：松崎雄一
4. TEA FOR THREE
作曲：松崎雄一
5. LOVE FLIGHT
作詞・作曲：デーモン閣下
聖飢魔IIの1988年の大教典『THE OUTER MISSION』収録曲のカバー。ボーカルはゼノン石川が担当。
6. DEVIL'S TONGUE
作曲：ライデン湯沢
7. ORANGE RAIN
作曲：松崎雄一
8. CHICKEN OR BEEF?
作曲：ゼノン石川
9. BAD AGAIN
作詞：デーモン閣下 / 作曲：ルーク篁
聖飢魔IIの1990年の小教典「BAD AGAIN 〜美しき反逆〜」収録曲のカバー。ボーカルはジョー・リノイエが担当。
10. WAR CLOUD
作曲：ライデン湯沢
11. 信天翁
作曲：ライデン湯沢